# 미수복지구
미수복지구(未收復地區)는 다음 뜻이 있다.
- 대한민국에서 조선민주주의인민공화국을 부르는 다른 명칭이다.

다음 지역도 해당 정부의 입장에서 미수복지구에 해당한다.
- 타이완성 (중화인민공화국)
- 중국 대륙
- 남한
- 북한
- 서사하라 자유지구: 모로코의 입장
- 러시아에 점령된 우크라이나 영토 (크림반도 등)
- 조지아의 점령지 : 남오세티야와 압하스
- 트란스니스트리아
- 북키프로스
- 일본의 영토 분쟁지 : 남쿠릴 열도
- 미국에 점령된 나배사섬
- 팔레스타인
- 탈레반에 의해 점령된 아프가니스탄
- 아르헨티나의 영토 분쟁지 : 포클랜드 제도
- 페드라브랑카섬 (싱가포르 실효 지배, 말레이시아가 영유권 주장)